# Suguru Getō
Suguru Geto (夏油 傑 Getō Suguru?) es un personaje ficticio del manga Jujutsu Kaisen 0 de Gege Akutami. Es un poderoso hechicero que solía ser amigo de Satoru Gojo. Su objetivo es encontrar a la «Reina de las maldiciones», Rika Orimoto, quien a su vez está buscando al protagonista de la precuela, Yuta Okkotsu. Geto también aparece en la serie principal, Jujutsu Kaisen, donde a través de flashbacks se explora su amistad con Gojo y su posterior antagonismo. 
En la serie principal, su cuerpo es controlado por Kenjaku, un antiguo hechicero que usa la técnica maldita de trasplantar su cerebro a otros cuerpos. El objetivo de Kenjaku es evolucionar a la humanidad a través de la energía maldita para crear una nueva era dorada de la hechicería similar al período Heian.
Shinobu Sensui, un antagonista de la serie de manga YuYu Hakusho de Yoshihiro Togashi, inspiró a Akutami para crear a Geto, ya que también quería explorar el prejuicio a través de su personaje. Kenjaku fue influenciado por el antagonista de Naruto, Orochimaru, ya que ambos son hechiceros inmortales que usan recipientes para seguir viviendo. En la adaptación de anime, el personaje es interpretado por Takahiro Sakurai en japonés, Lex Lang en inglés y Christian Strempler en español latino.
El personaje fue elogiado por los críticos por su papel en Jujutsu Kaisen 0, destacando como un villano impactante en sus enfrentamientos contra Yuta y sus compañeros, al mismo tiempo que desarrolla una relación profunda con Gojo tras la revelación de su conexión. La revelación de que Kenjaku controla el cuerpo de Geto en la serie principal generó respuestas mixtas debido a su efecto en la narrativa y en el propio Geto.

## Creación y concepción
Gege Akutami se inspiró para crear a Geto en Shinobu Sensui, un antagonista de la serie de manga YuYu Hakusho. Sin embargo, quedó decepcionado con el resultado. Geto fue creado para explorar a un personaje que juzga rápidamente a los demás. Su nombre se inspiró en el nombre del centro de esquí japonés Geto Kogen. Al escribir su historia, Akutami quiso enfatizar cómo Geto cambió significativamente después de dejar de ser hechicero y cómo llegó a odiar a los humanos que no pueden usar energía maldita.
Con la revelación de que el Geto original muere en Jujutsu Kaisen 0 y el de la serie principal es otro hombre que posee su cuerpo, Akutami ha mencionado que la memoria corporal de uno de sus brazos, cuando Gojo lo ve, sugiere que el Geto original sigue luchando contra Kenjaku. Akutami ha comparado a Kenjaku con Orochimaru de la serie de manga Naruto de Masashi Kishimoto como una forma de explicar la muerte de Geto. Akutami también ha afirmado que Geto es poderoso y cree que habría podido vencer a Yuta si hubiera destruido la barrera sobrenatural entre Shinjuku y Kioto. La técnica más poderosa de Geto, «Tornado», se inspiró en la serie de manga Uzumaki de Junji Ito.
Para la película de Jujutsu Kaisen 0, el escritor Hiroshi Seko comentó que, para que la película tuviera una duración de dos horas, necesitaría agregar nuevo material, como el pasado de Yuta Okkotsu y la relación entre Gojo y Geto. En retrospectiva, Seko encontró que todas las escenas de acción en la segunda mitad de la película resultaron emocionantes, incluyendo las escenas con Gojo, Okkotsu, Geto y Rika. La inclusión de Gojo en la película estaba destinada a sentirse natural, con un enfoque en su relación con Geto. Esta relación también se explora en el anime. Sin embargo, Park Sung-hoo afirmó que el equipo no quería darles demasiado tiempo en pantalla debido a que la historia se centraba principalmente en Okkotsu y Rika. Seko comentó que el equipo amplió la pelea final entre Okkotsu y Geto al agregar una escena en la que este último vomita sangre.

### Actores de voz
Takahiro Sakurai, el actor de voz japonés de Geto, quedó impresionado por lo asombrosos que eran los protagonistas. Sakurai leyó el manga antes de grabar la película, lo que lo dejó impactado por la revelación de Kenjaku. Entre muchas características, a Sakurai le sorprendió la amistosa relación entre Geto y Gojo. Aunque era la primera vez que Geto y Yuta interactuaban, Sakurai ya había trabajado varias veces con la actriz de voz de Okkotsu, Megumi Ogata.
A Lex Lang le gustó la caracterización de Geto, a pesar de ser el antagonista de la película. Dijo que posee varios valores que le proporcionan a su personaje ciertas profundidades ocultas. Además, disfrutó de la mezcla entre horror y combates en la serie, lo cual lo sorprendió durante la producción, así como de los poderes que emplea. Lang afirmó que la película hace un buen trabajo al explorar el pasado de Geto, especialmente debido a los flashbacks de su juventud como hechicero junto a Gojo.

## Apariciones
Geto es un hechicero de grado especial, estudió con Masamichi Yaga y fue compañero de Gojo y Shoko Ieiri. Su técnica maldita le permite absorber y controlar maldiciones naturales para luchar. Durante su época en la escuela, Geto era un estudiante sobresaliente al igual que Gojo. En la precuela, Geto muestra interés en Rika, una joven que busca a Okkotsu, el estudiante de Gojo. Cuando Gojo no está presente, Geto ataca y vence con facilidad a Yuta y sus amigos. No obstante, Okkotsu, acompañado de Rika, quien ahora está bajo su control, se enfrenta a Geto. Geto emplea su técnica más poderosa, «Tornado», pero al final es derrotado. Después de perder un brazo durante la batalla, Geto logra escapar y traza planes para vengarse y recuperar a Rika. Más tarde, es localizado por Gojo, quien le hace recordar su pasado, y en ese momento Geto le pide a Gojo que lo mate.
Jujutsu Kaisen ahonda en el pasado de Geto. Cuando tanto él como Gojo estaban en su segundo año de secundaria, se les encomendó la misión de escoltar al Recipiente de Plasma Estelar, Riko Amanai, quien estaba destinada a fusionarse con el hechicero inmortal, Tengen. Justo cuando la fusión estaba por llevarse a cabo, fueron emboscados por el mercenario Toji Fushiguro, quien venció a ambos y acabó con la vida de Riko. Mientras Gojo se recupera y se enfrenta a Toji, Geto comienza a cuestionar sus responsabilidades como hechicero y, cansado de proteger a quienes carecen de poderes malditos, se compromete a romper este ciclo y eliminar a todos los no hechiceros para prevenir la aparición de más espíritus malditos. Huye de la escuela y, haciendo uso de sus habilidades, arrasa con un pueblo entero. Gojo se enfrenta a Geto por sus crímenes, pero es incapaz de matarlo y finalmente lo deja marchar.
Aunque en la serie principal parece estar con vida y planea enfrentarse a Gojo de nuevo, su verdadera identidad se revela en el momento en que se encuentran. De hecho, Geto está siendo controlado por alguien que utiliza una técnica maldita para tomar el control de su cuerpo al cambiar su cerebro. El pseudo-Geto describe su estrategia para utilizar las habilidades de Geto en su beneficio, aprovechando a los espíritus malditos, después de haber poseído anteriormente a Noritoshi Kamo. El falso Geto aprovecha su técnica maldita para controlar las almas de todas las personas a las que ha marcado, liberando a sus espíritus malditos y volviendo al período Heinan antes de huir. Después del incidente en Shibuya, Tokio queda inundada de maldiciones. Su verdadera identidad se revela finalmente como Kenjaku, quien planea aprovechar el estado vulnerable de Tengen para fusionar a toda la humanidad con él.